# Sergiu Gaibu
Sergiu Gaibu (ur. 13 maja 1976 w Kiszyniowie) – mołdawski menedżer, w latach 2021–2022 minister gospodarki.

## Życiorys
W 1998 ukończył studia z międzynarodowych stosunków gospodarczych na Akademii Studiów Ekonomicznych Mołdawii, ukończył także kursy z zakresu finansów i prywatyzacji. Od drugiej połowy lat 90. zatrudniony w różnych bankach m.in. jako menedżer projektów i dyrektor marketingu, dochodząc do stanowiska członka zarządu. Podjął pracę jako konsultant przy projektach (m.in. Banku Światowego). Był również pracownikiem rządowej agencji promocji eksportu i doradcą premiera Mołdawii (w 2015). 6 sierpnia 2021 (jako bezpartyjny) objął stanowisko ministra gospodarki w rządzie Natalii Gavrilițy. Zakończył pełnienie funkcji w listopadzie 2022.